# Julio César Franco (calciatore)
Julio César Franco López (Asunción, 1º ottobre 1965) è un ex calciatore paraguaiano, di ruolo centrocampista.

## Carriera

### Club
Ha giocato nella massima serie del campionato paraguaiano, spagnolo e argentino.

### Nazionale
Con la Nazionale ha preso parte alla Copa América 1989.